# Dassa
Dassa là một tổng thuộc  tỉnh Sanguié ở miền trung Burkina Faso. Thủ phủ là thị xã Dassa. Dân số năm 2006 là 14.782 người

## Các thị xã và làng xã
Bachicorepoun, Doh, Divolet, Farba, Markio và Nebia.